# Philip Harper
Philip Harper (Baltimore, 10 mei 1965) is een Amerikaanse jazztrompettist.

## Biografie
Harper groeide op in Atlanta en leerde op 10-jarige leeftijd onder begeleiding van zijn broer Danny Harper trompet spelen. Hij studeerde aan de Hartt School of Music onder Jackie McLean en ging op 18-jarige leeftijd naar New York, waar hij werkte met de muzikanten Jimmy Scott, Jimmy McGriff, Betty Carter, Etta Jones, Harry Sweets Edison, Bill Cosby en Cedar Walton.
Van 1986 tot 1988 was hij lid van Art Blakey's Jazz Messengers. Daarna formeerde hij met zijn broer Winard Harper de band Harper Brothers, waartoe bovendien Justin Robinson en Stephen Scott behoorden. Na de ontbinding in 1991 toerde hij met verschillende bands, waaronder de Mingus Big Band (Gunslinging Birds, 1994) en doceerde hij aan meerdere conservatoria in Europa. Harper werkte mee aan vijftig albums en nam de twee soloalbums Soulful Sin en The Thirteenth Moon op.
- Bibliothèque nationale de France: cb13921988h (data)
- Gemeinsame Normdatei: 13475574X
- International Standard Name Identifier: 0000 0000 7248 9870
- MusicBrainz: cd16ed1e-620a-4d65-8d4a-373a649d8e3c
- Réseau des bibliothèques de Suisse occidentale: 02-A005516368
- Système universitaire de documentation: 157990389
- Virtual International Authority File: 93724784
- WorldCat: E39PBJhCHgYtFQCkDXPrHGRR8C